# 朱氏星衫魚
朱氏星衫魚（学名：Astronesthes tchuvasovi）为輻鰭魚綱巨口鱼目巨口鱼科的其中一種。分布于印度太平洋海域，為深海魚類。

## 扩展阅读
維基物種上的相關：朱氏星衫魚